# Шуршалов, Лев Владимирович
Шуршалов Лев Владимирович (род. 11 января 1944 года, Саратов) — советский, российский учёный в области прикладной математики, организатор науки.

## Биография
Родился в Саратове, куда во время Великой Отечественной войны была эвакуирована мама.
Окончил механико-математический факультет Московского государственного университета (1966). Специализировался по гидроаэродинамике, ученик В. П. Карликова. В 1969 году окончил аспирантуру там же.
В 1972 году защитил в МГУ диссертацию на соискание учёной степени кандидата физико-математических наук.
В 1987 году защитил в МГУ диссертацию на соискание учёной степени доктор физико-математических наук.
С 1969 года работает в ВЦ АН СССР, младший научный сотрудник, с 1977 года старший научный сотрудник, с 1990 года по 2014 год — Учёный секретарь ВЦ РАН. С 1991 года также — заведующий отделом механики сплошных сред ВЦ РАН.

## Научные интересы
1. Математическое моделирование.
2. Теория взрыва.
3. Метеорная физика.
4. Вычислительные методы.

Является ведущим специалистом России в области компьютерного моделирования мощных взрывов в различных средах. Исследовал задачи сильного взрыва в различных условиях, в том числе подводных взрывов.
Провёл моделирование явления Тунгусского метеорита, получен ряд результатов, в частности, оценка мощности взрыва.
Ряд работ посвящён задачам разрушения метеоритов большой массы, столкновение которых с Землёй может иметь катастрофические последствия для всей жизни на Земле.
По его инициативе в отделе механики сплошных сред ВЦ РАН начато исследование возможности получения алмазов при ударном сжатии графита.

## Публицистика
- Плотников П.В., Шуршалов Л.В. Чем чреват град из космоса? Архивная копия от 16 апреля 2018 на Wayback Machine/ Природа. № 5, 2001 г.